# Lijst van bisschoppen van Győr

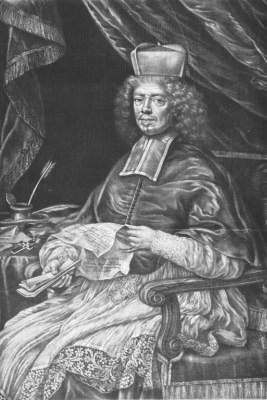
Kardinaal Leopold Karl von Kollonitsch (1685–1695)

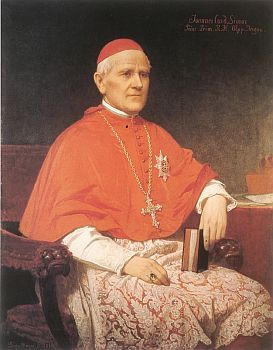
Kardinaal János Simor (1857–1867)

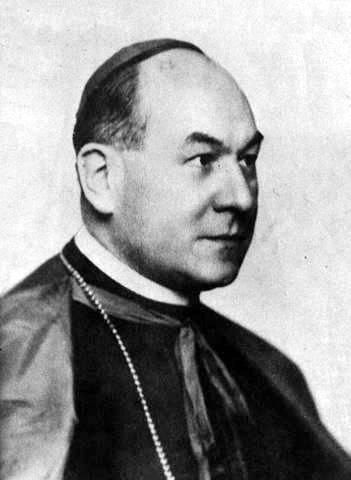
Zalige Vilmos Apor (1941-1945)

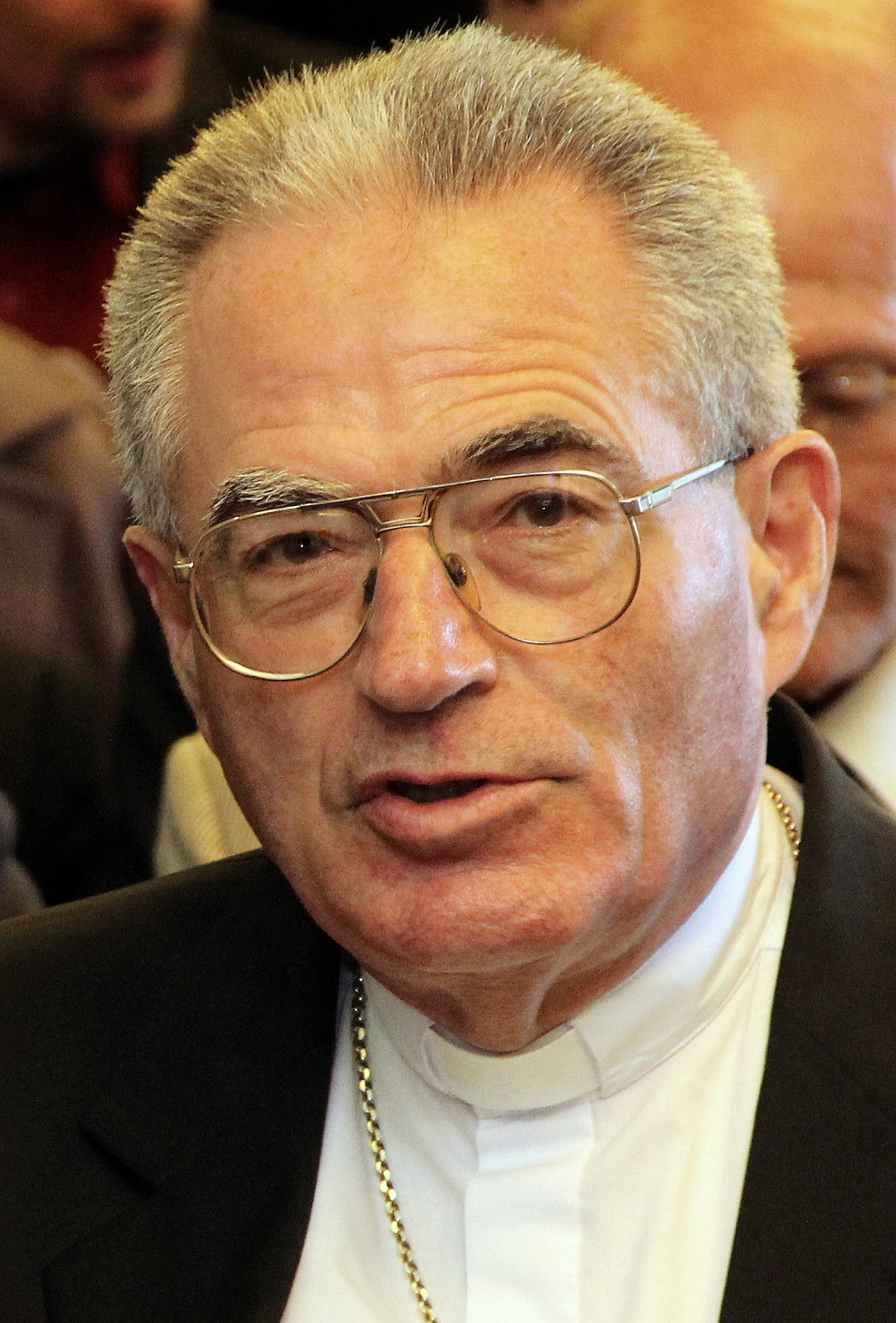
Lajos Pápai (1991-heden)

Hieronder volgt een lijst van bisschoppen van Győr.
Het Hongaarse bisdom Győr werd gesticht in 1009 door koning Stefanus I.
- 1009–1037: Modestus
- ca. 1051– ca. 1055: Nikolaus I
- ?– ?:  Hartwig
- 1111–1118: Georg
- 1124–1125/1131: Ambrose
- 1134–1135: Peter I
- 1137–1138: Paul
- 1142–1146: Zacheus
- 1150–ca. 1156: Izbeg
- 1156–1157: Gervasius
- voor  1176: Andreas I
- 1176–ca. 1186: Mikud
- ca. 1188–1204: Ugrin Csák
- 1205–1207: Peter II
- 1219–1222: Cosmas
- 1223–1241: Gergely
- 1243–1244: Benedikt Osl
- 1245–1251: Artolf
- 1254–1267: Amadeus II
- 1268–1269: Farkash Beic
- 1270–1285: Denis
- 1291–1293: Andreas II
- 1295–1308: Tivadar Tengerdi
- 1308–1336: Nicolas II Kőszegi
- 1336–1375: Koloman van Raab
- 1375–1376: Johannes I van Surdis
- 1376–1377: Peter II Siklósi
- 1378–1386: Wilhelm
- 1386: Thomas
- 1386–1415: Johannes II Hédervári
- 1417–1438: Kelemen Molnár
- 1439–1444: Benedikt Mihályfia
- 1445–1466: Ágoston Salánki
- 1466–1480: Demeter Csupor Monoszlói
- 1481–1486: Orbán Dóczy van Nagylúcse (ook bisschop van Eger en administrator van Wenen)
- 1486–1491: Kardinaal Tamás Bakócz (ook aartsbisschop van Esztergom)
- 1495–1509: Ferenc Szatmári
- 1510–1524: János Gosztonyi
- 1525–1526: Balázs Paksy
- 1540–1554: František Ujlaky (ook bisschop van Eger)
- 1554–1565: Pál Gregoriáncz
- 1565–1573: Zakariás Delfini (administrator)
- 1573–1578: János Liszthi
- 1578–1587: Kardinaal Juraj Drašković
- 1587–1590: Péter Heresinczy
- 1592–1597: János Kutassy
- 1598–1605: Márton Pethe
- 1606–1619: Demeter Naprághy
- 1619–1623: Bálint Lépes
- 1623–1630: Miklós Dallos
- 1630–1635: István Sennyey
- 1635–1650: György Drašković
- 1651–1657: János Püsky
- 1658–1685: György Szécsényi
- 1685–1695: Kardinaal Leopold Karl von Kollonitsch (ook aartsbisschop van Esztergom en Kalocsa)
- 1696–1725: Kardinaal Christiaan August van Saksen-Zeitz (ook aartsbisschop van Esztergom)
- 1726–1732: Kardinaal Philipp Ludwig von Sinzendorf (ook bisschop van Breslau)
- 1733–1743: Adolf Groll
- 1743–1783: Ferenc Zichy
- ?−1799: Kardinaal József Batthyány
- 1808–1813: Jozef Ignác Wilt (ook bisschop van Belgrado)
- 1818–1821: Ernst von Schwarzenberg
- 1825–1837: Antal Juranits
- 1838–1848: János Sztankovits
- 1850–1856: Anton (Antal) Karner
- 1857–1867: Kardinaal János Simor (ook aartsbisschop van Esztergom)
- 1901–1911: Miklós Széchenyi
- 1911–1914: Árpád Lipót Várady (ook  aartsbisschop van Kalocsa)
- 1915–1933: Antal Fetser
- 1933–1940: István Breyer
- 1941–1945: Zalige Vilmos Apor
- 1946–1966: Kálmán Papp
- 1966–1968: Dr. József Bánk
- 1968–1975: Dr. József Kacziba
- 1976–1991: Kornél Pataky (Pataki)
- sinds 1991: Lajos Pápai